# Émile Rivez
Émile Rivez, född 11 augusti 1894, var en friidrottare från Belgien. Han deltog vid olympiska sommarspelen 1920.